# ダランベールの式
ダランベールの式（ダランベールのしき、英: d´Alembert's formula）とは、数学の特に偏微分方程式の分野における次の形の一次元波動方程式の一般解を与える式である。
{\displaystyle {\begin{cases}u_{tt}-c^{2}u_{xx}=0,\\u(x,0)=g(x),\\u_{t}(x,0)=h(x).\end{cases}}}
ここで x ∈ R, t > 0 である。名称は数学者ジャン・ル・ロン・ダランベールの名にちなむ。

## 解説
この偏微分方程式の特性曲線は x ± ct = (定数) である。したがって、変数変換 μ := x + ct, η := x − ct によりこの偏微分方程式を書き換えると、uμη = 0 となる。この一般解は {\displaystyle u(\mu ,\eta )=F(\mu )+G(\eta )} と表せる。ここで F と G は C1 級関数である。x, t 座標に戻すと次のようになる。
{\displaystyle (*)\quad u(x,t)=F(x+ct)+G(x-ct)}
（関数 F と G が C2 級なら、u も C2 級となる。）
この解 u は、一定速度 c によって x 軸に沿って反対方向に進む二つの波と解釈できる。
今、コーシーデータ {\displaystyle u(x,0)=g(x)}、{\displaystyle u_{t}(x,0)=h(x)} に対する解を考える。{\displaystyle u(x,0)=g(x)} より、{\displaystyle F(x)+G(x)=g(x)} が得られる。{\displaystyle u_{t}(x,0)=h(x)} より、{\displaystyle cF'(x)-cG'(x)=h(x)} が得られる。この二つ目の式を積分すると、次が得られる。
{\displaystyle cF(x)-cG(x)=\int _{-\infty }^{x}h(\xi )\,d\xi +c_{1}.}
この系を解くことで、次が得られる。
{\displaystyle {\begin{aligned}F(x)&={\frac {-1}{2c}}\left[-cg(x)-\left(\int _{-\infty }^{x}h(\xi )\,d\xi +c_{1}\right)\right],\\G(x)&={\frac {-1}{2c}}\left[-cg(x)+\left(\int _{-\infty }^{x}h(\xi )\,d\xi +c_{1}\right)\right].\end{aligned}}}
ここで上述の式 (∗) より、次のダランベールの式が得られる：
{\displaystyle u(x,t)={\frac {1}{2}}\left[g(x-ct)+g(x+ct)\right]+{\frac {1}{2c}}\int _{x-ct}^{x+ct}h(\xi )\,d\xi .}